# Aeronca L-16

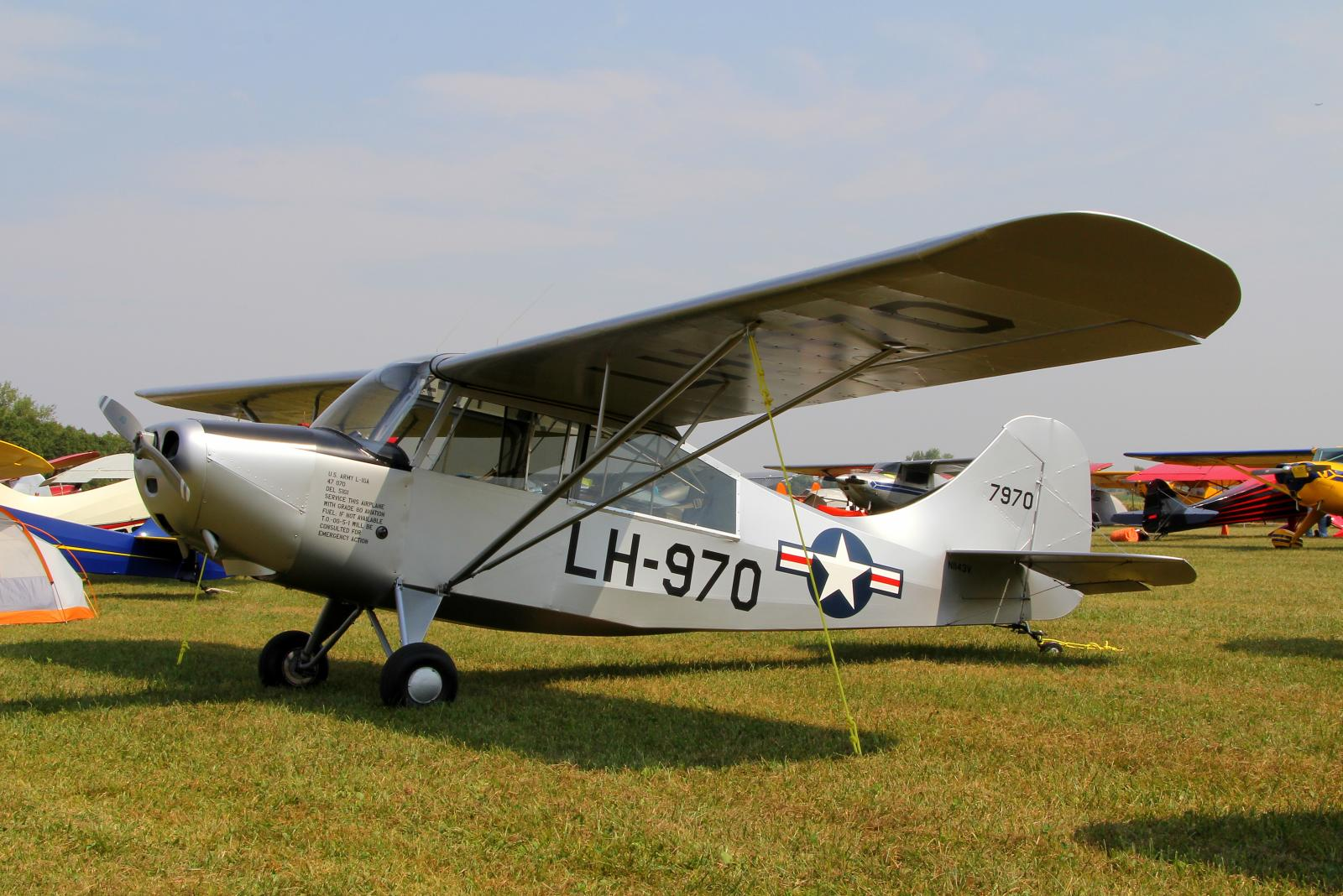
Un Aeronca 7BCM de 1956 visible en 2011, peint pour représenter un L-16A.

L'Aeronca L-16 était un avion de liaison et d'entraînement américain, construit par Aeronca pour l'US Army et qui fut utilisé de manière intensive pendant la Guerre de Corée. Il s'agissait en fait essentiellement d'une version militarisée de l'Aeronca 7 Champion. À partir de l'année 1955, un grand nombre de ces appareils furent transférés à la Civil Air Patrol.

## Conception et développement
Dérivé de l'Aeronca Champion (Aeronca Model 7), le L-16 remplaçait essentiellement le Piper L-4 — un Cub modifié — dans les unités militaires américaines. Le L-16 apportait globalement une meilleure performance, ainsi qu'une stabilité, une visibilité et un confort améliorés. Ces caractéristiques de sécurité étaient un mélange du meilleur et du pire du L-4,,.

## Versions
- L-16A : (7BCM Champion) 509 exemplaires produits, dont 376 pour l'Air National Guard[5] utilisé en Corée en 1950. Cette version est propulsée par un moteur Continental O-190-1 (en) (C-85) de 85 ch (62,5 kW)[6] ;
- L-16B : (7CCM Champion) Version militaire du Model 7AC, utilisé comme avion d'entraînement pour l'US Army[6] et propulsée par un moteur Continental O-205-1 de 90 ch (66,2 kW)[7]. 100 exemplaires furent produits[1].

## Utilisateurs
- États-Unis :
  - Garde nationale des États-Unis ;
  - United States Army ;
  - Civil Air Patrol.
- Japon :
  - Forces de sécurité nationales.

## Exemplaires conservés
Selon de site officiel de la Administration fédérale américaine, il reste en août 2018 sept exemplaires encore en état de voler du L-16 aux États-Unis.

## Spécifications techniques (L-16B)
Données de United States Military Aircraft Since 1909
Caractéristiques générales
- Équipage : 2 membres
- Longueur : 6,55 m
- Envergure : 10,67 m
- Hauteur : 2,13 m
- Surface alaire : 15,79 m2
- Masse à vide : 403,7 kg
- Masse typique : 657,71 kg
- Charge utile : 193 kg
- Moteur : 1   Moteur à pistons 4 cylindres à plat refroidis par air Continental O-205-1 de 90 ch (66,2 kW)

 Performances 
- Vitesse maximale : 177,03 km/h
- Vitesse de croisière : 160,93 km/h
- Distance franchissable : 563,27 km
- Plafond : 4 267 m
- Vitesse ascensionnelle : 243,6 m/min
- Charge alaire : 25,57 kg/m2
- Rapport poids-puissance : 4,49 kg/ch

Armement

- Aucun